# 607

## Nașteri
- dată necunoscută: Gyebaek  (d. 660)

## Decese
- 12 noiembrie: Papa Bonifaciu al III-lea  (n. 540)
- dată necunoscută: Sfântul Dezideriu episcop de Vienne (n. ?)